# Tawfeek Barhom
Tawfeek Barhom (en árabe: توفيق برهوم; Ein Rafa, 28 de julio de 1990) es un actor y director palestino con nacionalidad israelí. Entre sus películas se incluyen El Ídolo, Wounded Land, Worlds Apart (2015) y Conspiración en el Cairo (2022). En mayo de 2025, ganó la Palma de Oro en el Festival de Cannes por su cortometraje I'm Glad You're Dead Now.

## Infancia
Barhom creció en Ein Rafa, una localidad israelí de población palestina cercana a Jerusalén. La identidad palestina de Barhom determina gran parte de su carrera, pues mientras intenta tener una interacción normal con la gente de Israel, siente que su identidad es siempre el prisma a través del cual lo perciben.

## Carrera
El gran paso en la carrera de Barhom le llegó con su papel protagonista en Mis Hijos (2014). Su actuación fue aclamada por la crítica, lo que lo convirtió en un actor prometedor en la industria cinematográfica internacional. En 2015, protagonizó El Ídolo, película de Hany Abu Assad que narra la historia real de Mohammed Assaf, un adolescente gazatí que logró ganar el concurso musical Arab Idol. También interpretó papeles protagonistas en la película israelí Wounded Land y en la griega <i id="mwLA">Worlds Apart</i>.
En 2022, Barhom protagonizó Conspiración en el Cairo, un papel que obtuvo críticas especialmente positivas gracias a que la película fue parte de la selección principal en el Festival de Cannes, lo que llevó a su nominación al premio Guldbagge al mejor actor en 2023. Tras este proyecto, Barhom protagonizó La primera profecía, la precuela de la película de terror de 1976 La profecía. También en 2024, Barhom tuvo un papel principal en La red fantasma, una película francesa rodada en Estrasburgo en la que actúa en francés.
Entre los futuros proyectos de Barhom se incluye The Way of the Wind, un drama bíblico del director Terrence Malick, en la que interpretará a Juan el Bautista.
En 2025, Barhom ganó la Palma de Oro al mejor cortometraje por su obra I'm Glad You're Dead Now, que Barhom escribió, dirigió y protagonizó.

## Filmografía

### Películas
| Año  | Título                   | Role              | Notas                                                                          |
| ---- | ------------------------ | ----------------- | ------------------------------------------------------------------------------ |
| 2013 | Farewell Bagdad          | Adán              |                                                                                |
| 2014 | Mis hijos                | Eyad              | Nominado al Premio Ophir al Mejor Actor                                        |
| 2014 | Lost in the White City   | Cobi              |                                                                                |
| 2014 | ABC de la muerte 2       | Niño árabe        | Segmento: C es de Caída                                                        |
| 2015 | Worlds apart             | Farris            |                                                                                |
| 2015 | El ídolo                 | Mohammed Assaf    |                                                                                |
| 2015 | Wounded Land             | Terrorista        |                                                                                |
| 2018 | María Magdalena          | Santiago el Mayor |                                                                                |
| 2020 | The Rhythm Section'      | Mohammed Reza     |                                                                                |
| 2022 | Conspiración en el Cairo | Adán              | Nominado al premio Guldbagge al mejor actor                                    |
| 2024 | La primera profecía      | Padre Gabriel     |                                                                                |
| 2024 | La red fantasma          | Harfaz            |                                                                                |
| 2025 | I'M Glad You're Dead Now | Redada            | Guionista, director y actor. Ganador de la Palma de Oro al mejor cortometraje. |
| 2025 | The Last Planet          | John              | Postproducción                                                                 |

### Televisión
| Año     | Título            | Role              | Notas             |
| ------- | ----------------- | ----------------- | ----------------- |
| 2012–13 | Euforia           | Dudu              | Reparto principal |
| 2015    | Dig               | Assaf             | Episodio Piloto   |
| 2018    | The Looming Tower | Khalid al-Mihdhar | Papel recurrente  |
| 2020    | Bagdad Central    | Amjad             | Papel recurrente  |
| 2020    | Carta al rey      | Jabroot           | Papel recurrente  |